# Pretz-en-Argonne
Pretz-en-Argonne település Franciaországban, Meuse megyében. Lakosainak száma 61 fő (2022. január 1.). Pretz-en-Argonne Beausite, Èvres, Nubécourt, Rembercourt-Sommaisne és Vaubecourt községekkel határos.

## Népesség
A település népességének változása:
| Lakosok száma | 103  | 57   | 57   | 62   | 75   | 76   | 69   | 65   | 62   | 61   |
|               | 1968 | 1990 | 2006 | 2011 | 2015 | 2016 | 2018 | 2019 | 2021 | 2022 |